# Були деньки
«Були деньки» — пятый студийный альбом украинской рок-группы «Вопли Видоплясова», выпущенный в 2006 году под лейблами «Країна Мрій» и «Союз». Приурочен к 20-летию группы. В 2008 году альбом был выпущен на виниле ограниченным тиражом — 300 экземпляров. В альбом включены песни, которые ранее исполнялись на концертах, но не были выпущены в студийном качестве и не были известны широкой публике.
Альбом был номинирован на премию «Муз-ТВ 2007» в категории «Лучший альбом».

## Об альбоме
Алексей Мажаев в своей рецензии для портала InterMedia прослеживает творческий путь группы от момента выпуска дебютного альбома. Так, например, альбом «Музіка» он описывает как «незагрузочная музыка для ног, с непонятными словами, но духоподъемная до безобразия». Далее стало появляться больше различий между «неизменным концертным буйством», тем образом, что сложился у Олега Скрипки на сцене и начавшей появляться «задумчивостью» в студийных работах, его работой над проведением фольклорных фестивалей, участием в политической жизни Украины в период Оранжевой революции. Это, по мнению критика, указывает на «взросление» группы. Вышедший же альбом «Були деньки», по его словам, позволяет от этого отвлечься, музыку альбома он описывает как «адскую смесь из хард-рока и фолка», а сам альбом как «получасовой танцевальный марафон». В своей рецензии для журнала Play он оценил альбом на 4 звезды из 5.
Игорь Панасов, рецензируя в 2013 году для портала open.ua следующий альбом группы «Чудовий світ», вспоминая предыдущий релиз, называет его «приветом от „ВВ“ собственной молодости — своеобразная реставрация себя любимых, ностальгический заход в восьмидесятые». Анна Жавнерович в своём материале для журнала Fuzz описывает альбом как «одомашненный вариант песен ВВ, лишённый первобытных страстей, зато облагороженный».

## Список композиций
| №                   | Название            | Длительность |
| ------------------- | ------------------- | ------------ |
| 1.                  | «Пісенька»          | 3:28         |
| 2.                  | «А-Ба-Бап»          | 1:54         |
| 3.                  | «А-ба-бап»          | 2:12         |
| 4.                  | «Пісня»             | 3:01         |
| 5.                  | «А чи то»           | 2:24         |
| 6.                  | «Були деньки»       | 3:13         |
| 7.                  | «Заднє око»         | 2:01         |
| 8.                  | «Колискова»         | 4:07         |
| 9.                  | «Політрок»          | 2:15         |
| 10.                 | «Червоні коні»      | 2:23         |
| 11.                 | «Гей, налягай»      | 2:14         |
| 12.                 | «Дитинство»         | 3:43         |
| 13.                 | «Катерина»          | 3:11         |
| Общая длительность: | Общая длительность: | 36:06        |

## Музыканты
- Олег Скрипка — вокал, гитара, инструменты, программирование
- Александр Пипа — бас-гитара, бэк-вокал
- Евгений Рогачевский — гитара, бас-гитара, бэк-вокал
- Сергей Сахно — ударные, бэк-вокал